# Belinda Green
Belinda Roma Green (ur. 4 maja 1952 w Melbourne) – została wybrana Miss World w 1972 podczas konkursu odbywającego się w Londynie. Dorastała w Sydney. Była drugą Australijką (po Penelope Plummer), która otrzymała tytuł Miss World. Za aktywną działalność społeczną została odznaczona Orderem Australii.